# Андерс Сандо Ерстед
Андерс Сандо Ерстед (дан. Anders Sandø Ørsted, 21 червня 1816 — 3 вересня 1872) — данський ботанік, міколог та зоолог. Він був племінником вченого-фізика Ганса Крістіана Ерстеда та політика Андерса Сандьое Ерстеда.

## Написання імені
У різних джерелах зустрічаються різні форми написання імені Андерса Ерстеда:
- дан. Anders Sandøe Ørsted[2],
- дан. Anders Sandoe Oersted[3],
- дан. Anders Sandö Örsted[3],
- дан. Anders Sandöe Örsted[5].

## Біографія
Андерс Сандо Ерстед народився 21 червня 1816 року.
З 1845 до 1848 року Ерстед багато подорожував по Центральній Америці та Вест-Індії, опублікував багато праць по флорі, особливо по представниках родин Акантові та Букові.
У 1851 році був призначений професором ботаніки в Університет Копенгагена, цю посаду він обіймав до 1862 року.
Андерс Ерстед зробив значний внесок у ботаніку, описавши багато видів рослин.
Андерс Сандо Ерстед помер у Копенгагені 3 вересня 1872 року.

## Наукова діяльність
Андерс Сандо Ерстед спеціалізувався на водоростях, насіннєвих рослинах та на мікології.

## Вшанування
Рейхенбах назвав на його честь рід Oerstedella родини Орхідні.

## Наукові праці
- Planterigets Naturhistorie, 1839.
- Centralamerikas Rubiaceæ (Bestemmelser og Beskrivelser mestendeels af G. Bentham). Journal of the Linnean Society, 1852.
- Mexicos og Centralamerikas Acanthaceer. Videnskabelige Meddelelser fra den Naturhistoriske Forening i Kjøbenhavn, 1854.
- Centralamerika’s Gesneraceer, 1858.
- Gesneraceæ centroamericanæ. Kongelige Danske Videnskabernes Selskabs Skrifter — Naturvidenskabelig og Mathematisk Afdeling, 5.Rk., vol. 5. 1858.
- Myrsineae centroamericanæ et mexicanæ. Videnskabelige Meddelelser fra den Naturhistoriske Forening i Kjøbenhavn, 1861.
- L’Amérique centrale, 1863.
- Recherches sur la classification des Chênes. Mémoires de la Societé d’Histoire Naturelle de Copenhague, 1867.